# Sansibia flava
Sansibia flava är en korallart som först beskrevs av May 1899.  Sansibia flava ingår i släktet Sansibia och familjen Xeniidae. Inga underarter finns listade i Catalogue of Life.